# Championnats du monde de semi-marathon 2004
Les 13e Championnats du monde de semi-marathon ont eu lieu le 3 octobre 2004 à New Delhi, en Inde. 152 athlètes issus de 55 nations ont participé à l'évènement.

## Résultats

### Hommes
| Épreuves            | Or                                                                   | Argent                                                          | Bronze                                                                |
| Course individuelle | Paul Kirui 1 h 02 min 15                                             | Fabiano Joseph Naasi 1 h 02 min 31                              | Abdullah Ahmad Hassan 1 h 02 min 36                                   |
| Par équipes         | Kenya Paul Kirui John Cheruiyot Korir Wilson Kiprotich 3 h 07 min 55 | Éthiopie Solomon Tsige Alene Emere Berhanu Addane 3 h 08 min 37 | Ouganda Wilson Busienei Martin Toroitich Joseph Nsubuga 3 h 13 min 48 |

### Femmes
| Épreuves            | Or                                                                   | Argent                                                                          | Bronze                                                              |
| Course individuelle | Sun Yingjie 1 h 08 min 40                                            | Lydia Cheromei 1 h 09 min 00                                                    | Constantina Tomescu 1 h 09 min 07                                   |
| Par équipes         | Éthiopie Eyerusalem Kuma Bezunesh Bekele Teyba Erkesso 3 h 36 min 00 | Roumanie Constantina Tomescu-Dita Mihaela Botezan Luminita Talpos 3 h 36 min 08 | Russie Irina Timofeyeva Alina Ivanova Yelena Burykina 3 h 38 min 21 |

## Tableau des médailles
| Rang | Nation | Or | Argent | Bronze | Total |
| ---- | ------ | -- | ------ | ------ | ----- |